# Antonio Garcia-Pagan Zamora
Antonio Garcia-Pagan Zamora (ur. 12 sierpnia 1947 w Kartagenie) – hiszpański polityk i samorządowiec, poseł do Kongresu Deputowanych, od 1986 do 1987 poseł do Parlamentu Europejskiego.

## Życiorys
Absolwent ekonomii na Uniwersytecie Complutense w Madrycie. Zajął się prowadzeniem firmy z branży doradczej oraz innych przedsiębiorstw.
W 1976 zaangażował się w działalność polityczną w ramach Hiszpańskiej Socjalistycznej Partii Robotniczej, należał do regionalnych i krajowych władz partii. W latach 80. sprawował funkcję ministra w rządzie prowincji Murcja, zasiadał także w Zgromadzeniu Parlamentarnym NATO, gdzie kierował delegacją PSOE. W latach 1982–1989 był członkiem Senatu II i III kadencji z okręgu Murcja. Od 1 stycznia 1986 do 5 lipca 1987 wykonywał mandat posła do Parlamentu Europejskiego w ramach delegacji krajowej. Przystąpił do Grupy Socjalistów, należał m.in. do Komisji ds. Gospodarczych i Walutowych oraz Polityki Przemysłowej. W 1987 kandydował na burmistrza Kartageny, w latach 1990–1994 był radnym tego miasta. W 2016 zawieszono go w prawach członka partii po ujawnieniu w toku afery Panama Papers, że prowadził spółki w rajach podatkowych.
Żonaty z Susaną Bonnardeaux, ma dwoje dzieci.